# Анелюв (Мазовецьке воєводство)
Анелюв (пол. Anielów) — село в Польщі, у гміні Соболев Ґарволінського повіту Мазовецького воєводства.
Населення — 124 особи (2011).
У 1975-1998 роках село належало до Седлецького воєводства.

## Демографія
Демографічна структура станом на 31 березня 2011 року:
|          | Загалом | Допрацездатний вік | Працездатний вік | Постпрацездатний вік |
| -------- | ------- | ------------------ | ---------------- | -------------------- |
| Чоловіки | 58      | 12                 | 40               | 6                    |
| Жінки    | 66      | 15                 | 36               | 15                   |
| Разом    | 124     | 27                 | 76               | 21                   |